# Obergericht Hannover
Das Obergericht Hannover war ein großes Obergericht im Königreich Hannover. Es hatte seinen Sitz in Hannover in Niedersachsen.
Nach der Revolution von 1848 wurde im Königreich Hannover die Rechtsprechung von der Verwaltung getrennt und die Patrimonialgerichtsbarkeit abgeschafft.
Zum 1. Oktober 1852 wurden zwölf Große und vier Kleine Obergerichte als Gerichte zweiter Instanz (vergleichbar mit heutigen Landgerichten), darunter das Obergericht Hannover eingerichtet.
Dem Obergericht Hannover waren folgende Amtsgerichte nachgeordnet:
- Amtsgericht Wunstorf
- Amtsgericht Calenberg
- Amtsgericht Eldagsen
- Amtsgericht Hannover
- Amtsgericht Stadt Hannover
- Amtsgericht Langenhagen
- Amtsgericht Ricklingen
- Amtsgericht Neustadt am Rübenberge
- Amtsgericht Wennigsen[3]

Das Obergericht wurde mit der Annexion Hannovers durch Preußen im Jahr 1866 zunächst zu einem preußischen Obergericht und 1879 in das Landgericht Hannover umgewandelt.

## Richter
- Bernhard Baurschmidt
- Carl Lichtenberg
- Johannes Struckmann
- Friedrich Ludwig Eduard Eggeling (1855–1865)